# 십상시의 난
십상시의 난은 후한 189년 9월 22일(음력 8월 25일)에 십상시에 의해 발생하여 무려 2,000명에 달하는 환관과 사람들이 죽은 사건으로 동탁이 이 사건을 이용해 권력을 잡았으며, 권력을 휘두르던 대장군 하진이 죽었다.

## 배경
당시 후한의 정치와 권력은 십상시라 불리는 10명의 환관들이 장악하고 있었는데 후한 12대 황제 영제는 무능하고 병약해 십상시들의 말을 따랐고 수많은 충신들을 죽였다. 
십상시는 장양, 조충, 건석, 곽승, 단규, 후람, 조절, 하운, 정광, 봉서로 이 중 봉서는 184년 황건적의 난과 연루되어 옥에 갇혀 처형되었다. 
189년 후한 영제의 병이 깊자 후한 영제는 십상시 중 한 명인 건석과 후계자 자리를 논의하고 건석은 후한 영제의 황후 하황후의 오빠인 대장군 하진을 죽일 계획을 세운다. 
그러나 건석의 계획은 사마 반은에 의해 하진에게 발각되고 후한 영제가 곧바로 승하하자 하진은 자신의 조카 유변을 황제로 세우기 위해 사예교위 원소에게 5000명의 군사를 주어 궁궐로 쳐들어가게한다. 뒤이어 전군교위 조조와 신하 하옹, 순유, 정태 등 대신 30명도 궁궐로 들어와 태자 유변을 후한 13대 황제 소제로 즉위시킨다. 
한편 건석은 원소의 군사들을 피해 도망가다가 십상시들 중 한 명인 곽승에게 살해당한다. 그 뒤 하진과 하황후는 진류왕 유협의 어머니 왕미인을 내쫓아 독살하는 만행을 저지른다. 
그리고 원소는 주부 진림과 노식의 반대에도 불구하고 각지의 영웅들을 불러모아 십상시들을 죽일 계획을 세우고, 이에 십상시의 수장 장양은 하진을 죽일 계획을 세운다.
한편 이 소식을 들은 서량 자사 동탁이 20만 대군을 이끌고 올라와 민지에 주둔한다.

## 십상시의 난
189년 9월 22일(음력 8월 25일) 십상시들은 하태후의 명령을 위조해 하진을 장락궁으로 불러들이고 하진은 결국 십상시들과 상방감 거목에 의해 살해당한다. 
이에 하진이 죽자 하진의 부하 오광이 청쇄문 밖에 불을 질렀고 진군교위 조조와 사예교위 원소는 500명의 군사를 이끌고 궁궐로 쳐들어가고 원소의 동생 원술도 1000명의 군사를 이끌고 참여하면서 사태는 더욱 커졌다. 
취화루 아래에서 조충, 정광, 하운, 곽승 등이 베이고 군사들은 십상시의 가족들을 모두 죽였으며 환관들도 모두 살해했는데 이 때문에 수염 없는 사람들도 환관으로 오해받아 살해당했다. 하진의 동생 하묘도 난입해 십상시 중 한 명이던 조충을 죽였으나 오광에게 가담자로 오해받아 살해당했고 하진을 살해했던 상방감 거목을 포함해 2000명에 달하는 사람들이 장락궁에서 살해당해 십상시의 난이라 불리게 되었다. 
십상시들 중 남아있던 장양, 단규, 후람, 조절은 하태후를 납치해 가려고 하나 중랑장 노식의 참여로 실패하며 결국 이들은 황제 소제와 진류왕 유협을 데리고 낙양 북망산으로 피신한다.

## 경과
장양과 단규는 소제와 유협을 데리고 피신하다가 하남 중부연리 민공의 습격을 받아 장양은 연못에 빠져 자결하고 단규, 후람, 조절은 소제와 유협을 잃어버려 뒤쫓아온 민공에게 죽임을 당한다. 
이후 소제와 유협은 선비 최의의 도움으로 구출되어 원소와 조조, 왕윤, 양표, 순우경, 조맹, 포신 등의 신하들을 만나 낙양으로 향한다. 이때 민지에 주둔하던 서량 자사 동탁이 사위 이유, 동생 동민과 함께 대군을 이끌고 낙양으로 오고 동탁은 병권을 장악하여 원소를 발해 태수로 내쫓고 하진의 어머니 무양군을 비롯해 하씨 일족을 모두 멸족시키면서 하진을 죽게 했다는 혐의로 죽은 하묘의 무덤을 파헤쳐 시체를 절단하여 길에다 아무렇게나 버렸다. 
그리고 진류왕 유협을 황제로 세우려 들고 이에 병주 자사 정원이 양아들 여포를 내세워 동탁을 막으려 하지만 도리어 동탁의 부하인 중랑장 이숙의 음모로 양아들 여포에 의해 살해당하며 동탁은 반대하던 신하 정관을 죽이고 황제 유변과 하태후를 폐위시켜 살해했으며 진류왕 유협을 후한 14대 황제 헌제로 즉위시킨다. 
이후 한나라는 반동탁연합군을 거쳐 군웅할거 시대로 돌입하는데 하진의 며느리 윤(尹)씨는 이후 조조에게 재가하였으며 손자 하안도 어머니가 조조에게 재가함에 따라 자연스럽게 조조의 양자가 되었다